# AGS JH24
Az AGS JH24 egy Formula–1-es versenyautó, amelyet az AGS csapat tervezett és versenyeztetett az 1989-es Formula–1 világbajnokság során, valamint az 1990-es idény első versenyein. Pilótái Gabriele Tarquini és Yannick Dalmas voltak.

## Áttekintés
Az autó késve, csak az 1989-es brit nagydíjon debütált, ahol Tarquini vezette, de kvalifikálni sem tudott vele. Az idény második felében már mindkét pilótájuk prekvalifikációra kényszerült, és az autó olyan gyengére sikerült, hogy ezt a szezon hátralévő részében a csapat meg sem tudta ugrani. Ezért aztán esélyük sem volt arra, hogy megszerzett egyetlen pontjukat tovább gyarapítsák.
Kisebb módosításokkal az 1990-es szezon első versenyein is ezt használták, főként a felfüggesztésen változtattak. A brazil nagydíjon Dalmas már el tudott vele jutni a futamig, igaz, utolsó helyen, 3,8 másodperces lemaradásban a pole-időhöz képest. A versenyt aztán éppen a felfüggesztés hibája miatt nem tudta befejezni.

## Eredmények
| Év   | Csapat | Motor             | Gumik | Pilóták           | 1   | 2   | 3   | 4   | 5   | 6   | 7   | 8   | 9   | 10  | 11  | 12  | 13  | 14  | 15  | 16  | Pontok | Helyezés |
| ---- | ------ | ----------------- | ----- | ----------------- | --- | --- | --- | --- | --- | --- | --- | --- | --- | --- | --- | --- | --- | --- | --- | --- | ------ | -------- |
| 1989 | AGS    | Ford-Cosworth DFR | G     |                   | BRA | SMR | MON | MEX | USA | CAN | FRA | GBR | GER | HUN | BEL | ITA | POR | ESP | JPN | AUS | 1      | 15.      |
| 1989 | AGS    | Ford-Cosworth DFR | G     | Gabriele Tarquini |     |     |     |     |     |     |     | NK  |     | NPK | NPK | NPK | NPK | NPK | NPK | NPK | 1      | 15.      |
| 1989 | AGS    | Ford-Cosworth DFR | G     | Yannick Dalmas    |     |     |     |     |     |     |     |     |     |     | NPK | NPK | NPK | NPK | NPK | NPK | 1      | 15.      |
| 1990 | AGS    | Ford-Cosworth DFR | G     |                   | USA | BRA | SMR | MON | CAN | MEX | FRA | GBR | GER | HUN | BEL | ITA | POR | ESP | JPN | AUS | 0      | -        |
| 1990 | AGS    | Ford-Cosworth DFR | G     | Gabriele Tarquini | NPK | NPK |     |     |     |     |     |     |     |     |     |     |     |     |     |     | 0      | -        |
| 1990 | AGS    | Ford-Cosworth DFR | G     | Yannick Dalmas    | NPK | KI  | NPK |     |     |     |     |     |     |     |     |     |     |     |     |     | 0      | -        |

## Forráshivatkozások
1. ↑  Az AGS-sztori… (magyar nyelven). Napi F1 sztori, 2020. április 3. (Hozzáférés: 2025. február 26.)